# خوزه کامپانیا
خوزه کامپانیا (انگلیسی: José Campaña؛ زادهٔ ۳۱ مهٔ ۱۹۹۳) بازیکن فوتبال اهل اسپانیا است که در پست هافبک برای باشگاه فوتبال لاس پالماس در لا لیگا بازی میکند.
از باشگاه‌هایی که در آن بازی کرده‌است می‌توان به باشگاه فوتبال آلکورکون، باشگاه فوتبال نورنبرگ، باشگاه فوتبال سویا، باشگاه فوتبال پورتو، باشگاه فوتبال کریستال پالاس، و باشگاه فوتبال سمپدوریا اشاره کرد.
وی همچنین در تیم‌های ملی فوتبال زیر ۱۹ سال اسپانیا، زیر ۲۰ سال اسپانیا، زیر ۲۱ سال اسپانیا، و اسپانیا بازی کرده‌است.

## سابقه ملی
در اکتبر ۲۰۲۰، خوزه کامپانیا برای اولین بار توسط لوییس انریکه برای بازی با پرتغال، سوئیس و آلمان به تیم ملی بزرگسالان دعوت شد و توانست اولین بازی ملی خود را در مقابل پرتغال انجام دهد.

## افتخارات

#### لوانته
- لالیگا ۲: ۲۰۱۶-۱۷[۳]

### افتخارات ملی

#### زیر ۱۷ سال اسپانیا
- نایب قهرمانی جام ملت های اروپا زیر ۱۷ سال: ۲۰۱۰[۴]

#### زیر ۱۹ سال اسپانیا
- نایب قهرمانی جام ملت های اروپا زیر ۱۹ سال: ۲۰۱۱[۵]، ۲۰۱۲[۶]